# Ryder Cup 1983
La 25ª edizione della Ryder Cup si è tenuta al PGA National Golf Club a Palm Beach Gardens, in Florida, dal 14 al 16 settembre 1983.
Fu la terza edizione alla quale presero parte giocatori da tutto il Vecchio Continente, i quali per la prima volta ebbero reali possibilità di vittoria. Nessuna delle due formazioni acquisì mai un vantaggio decisivo, finché, sul 13-13, non rimasero due incontri in bilico: Tom Watson vinse il proprio, mentre Lanny Wadkins pareggiò, così gli statunitensi si aggiudicarono ancora il trofeo.

## Formato
La Ryder Cup è un torneo match play, in cui ogni singolo incontro vale un punto. Il formato dell'edizione 1983 era il seguente, con un lieve cambiamento dall’edizione precedente per quanto riguarda l’ordine del secondo giorno:
- I Giornata (Venerdì) – 4 incontri "foursome" (colpi alternati) nella sessione mattutina e 4 incontri "fourball" (la migliore buca) nella sessione pomeridiana.
- II Giornata (Sabato) – 4 incontri "fourball" nella sessione mattutina e 4 incontri "foursome" nella sessione pomeridiana.
- III Giornata (Domenica) – 12 incontri singolari.

Ogni incontro si disputa su un massimo di 18 buche. La vittoria di ogni incontro assegna un punto, nel caso di parità del match si assegna ½ punto a ciascuno, per un totale di 28 punti disponibili. 14½ punti sono necessari per vincere, ma 14 punti (ovvero un pareggio) sono sufficienti alla squadra che difende per mantenere la coppa.

## Squadre
| Stati Uniti    |     |                  |                         |
| Nome           | Età | Punti classifica | Note                    |
| Jack Nicklaus  | 43  |                  | Capitano non-giocatore  |
| Lanny Wadkins  | 33  | 1                | 3ª partecipazione       |
| Raymond Floyd  | 41  | 2                | 5ª partecipazione       |
| Tom Kite       | 33  | 3                | 3ª partecipazione       |
| Fuzzy Zoeller  | 31  | 4                | 2ª partecipazione       |
| Craig Stadler  | 30  | 5                | Esordio nella Ryder Cup |
| Jay Haas       | 29  | 6                | Esordio nella Ryder Cup |
| Gil Morgan     | 37  | 7                | 2ª partecipazione       |
| Calvin Peete   | 40  | 8                | Esordio nella Ryder Cup |
| Ben Crenshaw   | 31  | 9                | 2ª partecipazione       |
| Bob Gilder     | 32  | 10               | Esordio nella Ryder Cup |
| Curtis Strange | 28  | 11               | Esordio nella Ryder Cup |
| Tom Watson     | 34  | 12               | 3ª partecipazione       |

| Europa               |     |                  |                         |
| Nome                 | Età | Punti classifica | Note                    |
| Tony Jacklin         | 39  |                  | Capitano non-giocatore  |
| Nick Faldo           | 26  | 1                | 4ª partecipazione       |
| Seve Ballesteros     | 26  | 2                | 2ª partecipazione       |
| Bernhard Langer      | 26  | 3                | 2ª partecipazione       |
| Sandy Lyle           | 25  | 4                | 3ª partecipazione       |
| Ken Brown            | 26  | 5                | 3ª partecipazione       |
| José María Cañizares | 36  | 6                | 2ª partecipazione       |
| Brian Waites         | 43  | 7                | Esordio nella Ryder Cup |
| Sam Torrance         | 30  | 8                | 2ª partecipazione       |
| Ian Woosnam          | 25  | 9                | Esordio nella Ryder Cup |
| Bernard Gallacher    | 34  | 10               | 8ª partecipazione       |
| Paul Way             | 20  | 11               | Esordio nella Ryder Cup |
| Gordon J. Brand      | 28  | 12               | Esordio nella Ryder Cup |

## Risultati

### I sessione
Foursome
| Europa (bandiera)  | Risultati | Stati Uniti (bandiera) |
| ------------------ | --------- | ---------------------- |
| Gallacher/Lyle     | 5 & 4     | Watson/Crenshaw        |
| Faldo/Langer       | 4 & 2     | Wadkins/Stadler        |
| Cañizares/Torrance | 4 & 3     | Floyd/Gilder           |
| Ballesteros/Way    | 2 & 1     | Kite/Peete             |
| 2                  | Sessione  | 2                      |
| 2                  | Totale    | 2                      |

### II sessione
Four-ball
| Europa (bandiera) | Risultati | Stati Uniti (bandiera) |
| ----------------- | --------- | ---------------------- |
| Waites/Brown      | 2 & 1     | Morgan/Zoeller         |
| Faldo/Langer      | 2 & 1     | Watson/Haas            |
| Ballesteros/Way   | 1 up      | Floyd/Strange          |
| Torrance/Woosnam  | pareggio  | Crenshaw/Peete         |
| 2½                | Sessione  | 1½                     |
| 4½                | Totale    | 3½                     |

### III sessione
Four-ball
| Europa (bandiera) | Risultati | Stati Uniti (bandiera) |
| ----------------- | --------- | ---------------------- |
| Waites/Brown      | 1 up      | Wadkins/Stadler        |
| Faldo/Langer      | 4 & 2     | Crenshaw/Peete         |
| Ballesteros/Way   | pareggio  | Morgan/Haas            |
| Torrance/Woosnam  | 5 & 4     | Watson/Gilder          |
| 1½                | Sessione  | 2½                     |
| 6                 | Totale    | 6                      |

### IV sessione
Foursome
| Europa (bandiera)  | Risultati | Stati Uniti (bandiera) |
| ------------------ | --------- | ---------------------- |
| Faldo/Langer       | 3 & 2     | Kite/Floyd             |
| Torrance/Cañizares | 7 & 5     | Morgan/Wadkins         |
| Ballesteros/Way    | 2 & 1     | Watson/Gilder          |
| Waites/Brown       | 3 & 2     | Haas/Strange           |
| 2                  | Sessione  | 2                      |
| 8                  | Totale    | 8                      |

### V sessione
Singoli
| Europa (bandiera)    | risultati | Stati Uniti (bandiera) |
| -------------------- | --------- | ---------------------- |
| Seve Ballesteros     | pareggio  | Fuzzy Zoeller          |
| Nick Faldo           | 2 & 1     | Jay Haas               |
| Bernhard Langer      | 2 up      | Gil Morgan             |
| Gordon J. Brand      | 2 up      | Bob Gilder             |
| Sandy Lyle           | 3 & 1     | Ben Crenshaw           |
| Brian Waites         | 1 up      | Calvin Peete           |
| Paul Waites          | 2 & 1     | Curtis Strange         |
| Sam Torrance         | pareggio  | Tom KIte               |
| Ian Woosnam          | 3 & 2     | Craig Stadler          |
| José María Cañizares | pareggio  | Lanny Wadkins          |
| Ken Brown            | 4 & 3     | Raymond Floyd          |
| Bernard Gallacher    | 2 & 1     | Tom Watson             |
| 5½                   | Sessione  | 6½                     |
| 13½                  | Totale    | 14½                    |